# Begraafplaats van Oostrozebeke
De Begraafplaats van Oostrozebeke is een gemeentelijke begraafplaats in de Belgische gemeente Oostrozebeke. Ze ligt 300 m ten noordoosten van de Markt en is bereikbaar via een weg van 75 m aan de Kalbergstraat.

## Militaire graven
Op de begraafplaats liggen twee Britse slachtoffers uit de Eerste Wereldoorlog. Hun namen zijn: L.B. McMurtry (Royal Air Force) gesneuveld op 14 oktober 1918 en Wilfrid Gilbert Morgan (Royal Flying Corps) gesneuveld op 23 oktober 1917. Hun graven worden onderhouden door de Commonwealth War Graves Commission en zijn daar geregistreerd onder Oostrozebeke Communal Cemetery.